# Festivalul Internațional de Teatru de la Sibiu
Festivalul Internațional de Teatru de la Sibiu (FITS) este unul dintre cele mai importante festivaluri de teatru și artele spectacolului din lume, fiind al treilea ca mărime în Europa, după Festivalul de la Avignon și Edinburgh International Festival. Este un festival anual, desfășurat în luna iunie, timp de 10 zile, în orașul Sibiu, România. Fondat în 1993 de Constantin Chiriac, FITS cuprinde în programul său nume importante ale scenei internaționale, oferind spectatorilor o paletă amplă de secțiuni ce însumează, anual, prezența a cel puțin 73 de țări care asigură desfășurarea a aproximativ 550 de evenimente.

## Istoric
În 1993, Constantin Chiriac organizează, în luna martie, cu ocazia zilei mondiale a teatrului, Festivalul Național Studențesc de Teatru. La prima ediție a festivalului au participat reprezentanți din doar două țări (Republica Moldova și România), iar în 1994 numărul acestora a crescut la opt, urmând ca la următoarele două ediții să fie prezenți la Sibiu invitați din 21 și respectiv 24 de țări. În 1994 Festivalul Național Studențesc de Teatru devine Festivalul Internațional de Teatru Tânăr Profesionist. Spre deosebire de primele trei ediții în care festivalul s-a desfășurat timp de trei zile, ediția din 1995 s-a derulat timp de patru zile, propunând pentru prima oară și spectacole de stradă. În 1997, Festivalul Internațional de Teatru Tânăr Profesionist devine Festivalul Internațional de Teatru de la Sibiu (FITS), titulatură sub care activează și în prezent, iar, începând cu ediția din 1999, s-a hotărât ca anual, programul festivalier să se desfășoare pe o durată de 10 zile.
FITS a fost structura cu rolul determinant în acordarea titlului de Capitală Europeană a Culturii 2007 pentru orașul Sibiu. 
Odată cu ediția a VIII-a (25 mai – 3 iunie 2001), FITS este organizat în fiecare an de către Teatrul Național „Radu Stanca” din Sibiu, Primăria Municipiului Sibiu și Consiliul Local al Municipiului Sibiu, cu sprijinul Ministerului Culturii, al Universității „Lucian Blaga” din Sibiu, al Institutului Cultural Român, al Uniunii Teatrale din România și al Consiliului Județean Sibiu, producător fiind Fundația Democrație prin Cultură.

## Teme / sloganuri
Începând cu ediția din 1995, fiecare ediție a FITS stă sub semnul unui slogan:
- 1995 – Toleranță / Tolerance
- 1996 – Violență / Violence
- 1997 – Identitate culturală / Cultural Identity
- 1998 – Legături / Links
- 1999 – Creativitate / Creativity
- 2000 – Alternative / Alternative
- 2001 – Provocări / Challenges
- 2002 – Punți / Bridges
- 2003 - Mâine / Tomorrow
- 2004 – Moșteniri / Legacies
- 2005 – Semne / Signs
- 2006 – Împreună!? / Together!?
- 2007 – Next
- 2008 – Energii / Energy
- 2009 – Inovații / Innovations
- 2010 – Întrebări / Questions
- 2011 – Comunități / Community
- 2012 – Crize. Cultura face diferența / Crisis. Culture makes a difference
- 2013 – Dialog / Dialogue
- 2014 – Unitate în diversitate / Uniqueness in diversity
- 2015 – Growing Smart - Smart Growing
- 2016 – Construind încredere / Building trust
- 2017 – Iubire / Love
- 2018 – Pasiune / Passion
- 2019 – Arta de a dărui / The art of giving
- 2020 – Puterea de a crede / Empowered
- 2021 – Construim speranța împreună / Building hope together
- 2022 – Frumusețe / Beauty
- 2022 – Miracol / Miracle
- 2024 – Prietenie / Friendship
- 2025 - Mulțumesc

## Secțiuni
FITS este structurat în mai multe secțiuni, în funcție de specificul fiecărui eveniment. 

### Teatru
Încă de la prima ediție a festivalului, câteva dintre cele mai reprezentative companii internaționale de teatru, regizori, actori, scenografi au fost prezente la Sibiu, fapt ce a dus la o transformare nu numai a deschiderii comunității către alte mentalități, lumi și culturi, ci și la o profesionalizare a artiștilor și studenților români în artele spectacolului, invitați la Sibiu pentru a prezenta spectacole și pentru a participa la ateliere, conferințe etc.

Pe parcursul primelor 27 de ediții, festivalul a prezentat peste 1.500 de spectacole în săli (teatru, dans, circ, muzică, operă, musical, concerte), dintre care mai bine de 1.000 au fost spectacole de teatru. 

Regizori renumiți pe plan mondial sau tineri regizori, cu potențial deosebit, au contribuit la notorietatea festivalului: Rimas Tuminas, Andriy Zholdak, Hanoch Levin, Lev Erenburg, Eugenio Barba, Yuri Kordonsky, Pippo Delbono, Eimuntas Nekrosius, Masahiro Yasuda, Levan Tsuladze, Lars Norén, Peter Brook, Armin Petras, Joël Pommerat, Declan Donnellan, Hideki Noda, Ivan Vîrîpaev, Peter Stein, Wajdi Mouawad, Krystian Lupa, Lev Dodin, Angélica Liddell, Emmanuel Demarcy-Mota, Data Tavadze, Kazuyoshi Kushida, Yoshi Oida, Monika Strzepka, Christoph Marthaler, Thomas Ostermeier, Luk Perceval, Jarosław Fret, Alvis Hermanis, Tim Robbins, Tang Shu-Wing, Philippe Genty, Akihiro Yamamoto, Jernej Lorenci, Robert Wilson, Hideki Noda, Eric Lacascade, Lisa Peterson, Eirik Stubø, Timofey Kulyabin și mulți alții.

Regizori români importanți au fost prezenți an de an la festival, la mai multe ediții: Silviu Purcărete, Victor Ioan Frunză, Cătălina Buzoianu, David Esrig, Alexandru Dabija, Mihai Măniuțiu, Răzvan Mazilu, Alexandru Darie, Alexander Hausvater, Miriam Răducanu, Radu Beligan, Chris Simion, Felix Alexa, Gábor Tompa, Anca Bradu, Alexandra Badea, Radu Afrim, Florin Piersic, Jr., Radu Alexandru Nica, Gavriil Pinte, Vlad Massaci, Cristi Juncu, Andrei Șerban, Theodor Cristian Popescu, Lia Bugnar, Ada Milea, Bobi Pricop, Bogdan Georgescu, Eugen Jebeleanu, Gigi Căciuleanu, Andrei și Andreea Grosu, Eugen Gyemant, Cătălin Ștefănescu, Radu Jude, Vlad Cristache, Botond Nagy, Nona Ciobanu. 

### Dans
Chiar dacă FITS și-a păstrat în titulatură cuvântul teatru acesta a devenit un festival de artele spectacolului încă de la primele edițiii. Nevoia de a propune publicului să descopere nu numai noi forme de teatru, ci și alte forme artistice i-au determinat pe organizatorii festivalului să invite diferite tipuri de spectacole de dans – contemporan, tradițional (flamenco, kathak, kabuki, butoh, noh, derviș, african, balinez), hip-hop, flexing etc. 

Câțiva coregrafi importanți de dans contemporan sau tradițional au marcat istoria festivalului: Karine Ponties, Amir Kolben, Gigi Căciuleanu, Adi Sha'al, Nicole Mossoux, Patrick Bonté, Lia Rodrigues, Marie Chouinard, Noa Wertheim, Răzvan Mazilu, Thierry Smits, Barak Marshall, Inbal Pinto & Avshalom Pollak, Sasha Waltz, Alain Buffard, Thierry Smits, Paco Peña, Rocío Molina, Olivier Dubois, Ohad Naharin, María Pagés, Jesus Carmona, Brenda Angiel, Ziya Azazi, Jin Xing, Linda Kapetanea, Aditi Mangaldas, Inbal Pinto și Avshalom Pollak, Yamamoto Akihiro, Damien Jalet, Hervé Koubi, Reggie (Regg Roc) Gray, Peter Sellars, Gregory Maqoma, Itzik Galili, Eun-Me Ahn, Michèle Noiret, Luca Silvestrini.

### Circ și circ contemporan
De la primele ediții, spectacolele de circ au fost prezente în festival, pe stradă sau în săli de spectacole, bucurându-se de un mare succes. Printre cele mai faimoase companii invitate la Sibiu se numără Cirque Baroque, Les Lendemains – din Franța, Circa Contemporary Circus, Les Parfaits Inconnus, Les 7 Doigts de la Main și Machine de Cirque – din Canada, Circa Contemporary Circus și Gravity & Other Myths, Strut & Fret Production House – din Australia, Lady Cocktail și Cie Carré Curieux, Cirque Vivant! – din Belgia, Compagnia Finzi Pasca, Martin Zimmermann, Compagnia Baccalà și David Dimitri – din Elveția, Kallo Collective din Finlanda, Lurrak – din Franța.

### Musical
FITS a găzduit mai multe spectacole de musical semnate atât de regizori internaționali (Pierre Notte), cât și de cunoscuți regizori români sau de origine română (Răzvan Mazilu și Cosmin Chivu).

### Operă
Printre trupele de operă prezente în cadrul programului FITS de-a lungul timpului se numără: Yue Opera din China, Hangzhou Yue Opera Theatre și Shaoxing City Performance CO., sau Vuyani Dance Theatre din Africa de Sud.

### Muzică
De-a lungul celor 25 de ediții FITS, concertele de muzică în aer liber, mai ales cele prezentate în Piața Mare și Piața Mică din Sibiu, au strâns cel mai mare număr de spectatori neplătitori de bilete. Dintre artiștii naționali și internaționali care au performat pe scena festivalului fac parte: Misia, Mamselle Ruiz, Vama (trupă), Holograf, Delia & Band, Imperial Kikiristan, Șuie Paparude, Vunk, Loredana Groza, Smiley, Fanfara de la Cozmești, Voltaj, Vama Veche (formație), Iris (formație românească), Zdob și Zdub, Direcția 5, Cargo, Țapinarii, Irina Sârbu & Trio Puiu Pascu, Antract, Grupul Iza, Klaus Obermaier & Chris Haring, Phoenix (formație), Tudor Gheorghe, Ansamblul Folcloric Profesionist Cindrelul-Junii Sibiului, Monica Anghel, Robin and the Backstabbers, Otros Aires, Shukar Collective. 

Cu timpul, secțiunea de muzică și concerte a FITS s-a orientat din ce în ce mai mult spre alte genuri (fado, gospel, jazz, concerte de orgă) și spre nume noi de formații și artiști, cum ar fi Kadebostany, DeStaat, KillAson, Youngr, Adrian Naidin, Urma (formație), Superorganism etc.

### Concerte în biserici și în situri istorice
Bisericile din Sibiu și din Mărginimea Sibiului au găzduit de-a lungul edițiilor o serie de concerte de Fado, Gospel, orgă, operă și de alte genuri muzicale, oferite de artiști și trupe românești și internaționale, cum ar fi Weinberger Blues Machine, Isabelle Roy, Felix Dima Quarteto, Celina Ramsauer, Max Vandervorst, Cantabile, André Mergenthaler, Ursula Philippi, Orchestra Bibescu, Marius Mihalache, Matthias Anton Quartett, Mariachi Figueroa, Kleztory, Mandinga, Stockholm Lisboa Project, Shaun Davey, Ensemble Renaissance, Grigore Leșe, Francesco Agnello, Grupul Vocal Acapella, IDMC Gospel Choir, Compagnie Lyrique Corse, Llarena "Michito", Cantabile – The London Quartet, The Mystery of Bulgarian Voices, Maria Berasarte, Sanda Weigl, Howard Gospel Choir, Group TAGO & AtoBIZ Ltd., Corul Kurrende din Tübingen & Orchestra Filarmonicii de Stat Sibiu & Corul Bach Sibiu, SoNoRo, Fado Violado, Ana Sofia Varela, Adrian Naidin Quartet, Jorge Da Rocha, Cristiano de Sousa, Liviu Holender, Fiona Pollak Parvathy Baul. 

Începând cu ediția a XXIV-a (9-18 iunie 2017), programul evenimentelor FITS s-a extins și în lăcașurile de cult din bisericile fortificate transilvănene, creând o nouă dimensiune a festivalului prin valorificarea patrimoniului cultural românesc și aducând un surplus importanței valorii orgilor transilvănene renovate. Coruri bisericești și artiști, precum Amalia Goje, Noémi Miklós, Jürg Leutert, Erich Türk, Ursula Philippi, Roxana Bârsan, Capella Coronensis & Corul Bach al Bisericii Negre, au avut posibilitatea să ofere concerte de orgă pentru comunitățile din jurul Sibiului, în bisericile evanghelice din Cisnădie, Gușterița, Cisnădioara, Slimnic, Roșia și în Biserica fortificată din Criț.

### Spectacole de stradă
De-a lungul unui sfert de secol, peste 500 de companii de stradă au performat în diferite spații deschise ale orașului Sibiu. Printre cele mai importante nume se numără Teatr Osmego Dnia, Biuro Podróży, Neighbourhood Watch Stilts International, DAH Teater, Teatrul Masca, Fanfara din Cozmești, Fundația Abracadabra, Osadia, Aktionstheater Pan.Optikum, Generik Vapeur, Compagnie Transe Express, Faber Teater, Compagnie Malabar, Compagnie Carabosse, Compagnie Oposito, Xarxa, Les Goulus, Plasticiens Volants, Aérosculpture, Teatr KTO, Ljud Company, La Salamandre, Carros de Foc, Bash Street Theatre, Sarruga Produccions, International Show Parade, Close-Act Theatre, Bilbobasso, Theater Titanick, David Dimitri, Cirq'ulation Locale, Cie. Faï, Kitonb Project, AAINJAA, Cie. Woest, Muare Experience & Duchamp Pilot, Cie Remue Ménage, Teatro tascabile di Bergamo, Planète Vapeur, Geschwister Weisheit, Teatro dei Venti, Architects of Air.

### Spectacole de patrimoniu
Un loc special în programul spectacolelor de teatru îl ocupă spectacolele de patrimoniu create de Teatrul Național „Radu Stanca” Sibiu	, organizator principal FITS. Aceste spectacole create de-a lungul timpului la Sibiu s-au bucurat de aprecierea publicului național și internațional, regăsindu-se parțial în programul fiecărei ediții FITS: Metamorfoze, Faust, Așteptându-l pe Godot, Lulu, Povestea prințesei deocheate (regizate de Silviu Purcărete), Un tramvai numit Popescu și Ispita Cioran (regizate de Gavriil Pinte).

### Revista Aplauze
Festivalul, în colaborare cu cadre didactice și studenți de la specializarea Litere și Teatrologie, din cadrul Universității „Lucian Blaga”, al Universității „Babeș-Bolyai” din Cluj-Napoca și al Universității Naționale de Artă Teatrală și Cinematografică București, precum și cu studenți de la universități din străinătate, tipărește zilnic în timpul fiecărei ediții Revista Aplauze. La început, ziarul a fost coordonat de Doru Moțoc, iar din 2005 de Ion M. Tomuș. Scopul acestei reviste este de a crea un laborator de scriere de cronică de artele spectacolului (cronici de spectacole, interviuri, jurnal cultural, relatări de evenimente, prezentări), de a contribui la platforma de dialog artistic al festivalului și de a consolida atmosfera de sărbătoare a comunității sibiene.

Revista Aplauze este distribuită gratuit în mai multe locații ale festivalului, la agenția de bilete, precum și la Centrul de Informare pentru Turiști din Sibiu. Ea poate fi accesată și descărcată online de pe site-ul festivalului. 

### Evenimente speciale
Diseminarea creației artistice este prezentă an de an la FITS prin evenimentele speciale programate, accesul publicului fiind gratuit. Publicul are posibilitatea de a se dezvolta informal și non-formal prin participarea la conferințe și seminarii, lansări de carte, discuții în jurul spectacolelor și spectacolelor lectură, al filmelor proiectate și al platformei internaționale de prezentare a doctoratelor excepționale în artele spectacolului și management cultural.

#### Conferințe și seminarii
Artiștii prezenți la FITS sunt invitați să dialogheze cu critici și profesioniști din artele spectacolului, precum George Banu, Octavian Saiu sau Cătălin Ștefănescu, despre rolul artei lor sau despre rolul artelor spectacolului și al managementului cultural în societate. 
De-a lungul istoriei festivalului, mai multe personalități ale societății românești și internaționale au intrat în dialog cu publicul festivalier: Jonathan Mills, Pawel Potoroczyn, Mircea Dinescu, Sorin Alexandrescu, Jan Klata, Krystian Lupa, Neil LaBute, Peter Stein, Pippo Delbono, Wajdi Mouawad, Roman Dolzhansky, Tim Robbins, Eugenio Barba, Evegeny Mironov, Jaroslaw Fret, Luk Perceval, Thomas Ostermeier, Vincent Baudriller, Irina Margareta Nistor, Ioan Holender, Akihiro Yamamoto, Christophe Sermet, Marcel Iureș, Rimas Tuminas, Robert Wilson, Vasile Șirli, Ada Solomon, David Baile, Ohad Naharin, Radu Jude, Alexandru Dabija, Tang Shu Wing, Cristian Mungiu, Isabelle Huppert, Eugenio Barba, Nicola Savarese, Ioan-Aurel Pop, Jean Michel Ribes, Sever Voinescu, Denis O’Hare, Stan Lai.

#### Lansări de carte
Timp de 27 de ani, în colecția FITS au apărut peste 50 de publicații, printre care studii, eseuri, albume și antologii despre artiști, istoria artelor spectacolului, artă, management, piese contemporane de teatru, marketing și management cultural etc.
În categoria studii și eseuri, festivalul a publicat o serie de cărți semnate de autori precum: George Banu, Eugenio Barba, Augusto Boal, Luc Bondy, Michael Chekhov, John Russell Brown, Marina Davydova, Pippo Delbono, Maria M. Delgado, Nikolai Mihailovici Gorceakov, Thomas Ostermeier, Iulia Popovici, Olivier Py, Cristian Radu, Dan Rebellato, Nicola Savarese, Bruno Tackels, Matei Vișniec, Noel Witts.
Cu ocazia aniversărilor de 10, 15, 20 și 25 de ani ale FITS, festivalul a publicat albume cu imagini din spectacole reprezentative din istoria lui, în 2008 publicând și albumul Faust, cu fotografiile Mihaelei Marin.
Începând din 1996, FITS a publicat pentru fiecare ediție și o antologie de texte centrate pe tema respectivei ediții.

#### Spectacole lectură și teatru radiofonic
Începând cu ediția din 1997, FITS editează și Antologia pieselor prezentate în secțiunea „Spectacole-lectură”. Texte contemporane ale dramaturgilor români și internaționali sunt publicate într-o limbă de circulație internațională și română. Majoritatea pieselor publicate sunt prezentate sub forma unor spectacole lectură sau chiar spectacole finite. La finalul fiecărui spectacol-lectură, spectatorii și ascultătorii Radio România Cultural au posibilitatea de a dialoga cu moderatorul acestei secțiuni, Cătălin Ștefănescu, și cu actorii, regizorii, autorii și traducătorii pieselor de teatru prezentate. 

#### Film
Secțiunea de filme a luat ființă pentru o mai bună diseminare a operelor artiștilor care și-au încheiat activitatea în domeniul artelor spectacolelor, ca de exemplu Jerzy Grotowski, Tadeusz Kantor sau Liviu Ciulei, dar și pentru a descoperi, prin filme documentare, operele și viața unor regizori și coregrafi care au marcat destinul contemporan al artelor spectacolului – Peter Brook, Ariane Mnouchkine, Pippo Delbono, Robert Wilson, Ohad Naharin. 
Mulți artiști prezenți în cadrul festivalului, a căror carieră se intersectează cu lumea filmului, au intrat în dialog cu publicul, înainte sau după proiecția unor filme regizate, scrise, adaptate după texte dramatice sau în care joacă. Din aceștia fac parte: Silviu Purcărete (Undeva în Palilula),  Jan Lauwers (Goldfish), Ivan Vîrîpaev (Delhi Dance), Alexa Visarion (Ana), Wajdi Mouawad (Incendii), Neil LaBute (Într-o dimineață de catifea), Pippo Delbono (Amore e carne, Vangelo), Radu Jude (Aferim!, Inimi Cicatrizate), Olivier Py (Mediteranées), Klaus Maria Brandauer (Mephisto), Emmanuel Demarcy-Mota (Rinocerii), Yoshi Oida (Ai văzut luna?), Victor Rebengiuc (Moromeții), Tim Robbins (The Shawshank Redemption), Mikhail Baryshnikov (Nopți albe), Marcel Iureș (Tatăl fantomă), Isabelle Huppert (Elle), Eugenio Barba (The Art of the Impossible). 

#### Ateliere specializate
O parte din pregătirea non-formală și educația formală oferită de FITS este asigurată prin posibilitatea de a participa la atelierele specializate ale festivalului. Aceste ateliere sunt centrate pe: metode de scriitură dramatică (Paul Godfrey, Neil LaBute), commedia dell’arte (Dean Gilmour), teatru no și kabuki (Fujita Asaya, Yasuda Masahiro), mișcare și pantomimă (Stichting Clown & Comedie), regie (Irina Solomon), scenografie (Dragoș Buhagiar), coregrafie, improvizații (Ezzeddine Gannoun), voce și vorbire (Janet B. Rodgers, Thom Jones), voce integrată (Liz Eckert), devising theatre (Benjamin May), tehnica măștii, adaptare a unui spațiu la procesul teatral de azi (Jean Guy-Lecat), critică teatrală (Ilinca Todoruț, Alexandra Pâzgu), rezolvare a mișcării în spațiul scenic (Gelabert Azzopardi, Aditi Mangaldas, Amir Kolben, Nelson Fernandez), creare a one-man-showului (Adam Lazarus), însușire a biomecanicii lui Meyerhold (Elena Kuzina), tango argentinian (Eugenia Usandivara și Leo Calvelli), actorie neconvențională (Kym Moore), teatru stanislavskian (Andreas Manolikakis), construcția personajului după metoda lui Michael Chekhov (Elena Kuzina), culisele ficțiunii (Eugenio Barba), principiile teatrului clasic japonez no (Akihiro Yamamoto). 

 
În cadrul ediției din 2017, în colaborare cu Departamentul de Artă Teatrală și Bursa de Spectacole, a avut loc Atelierul de arhitectură Simplitatea este foarte sofisticată, coordonat de scenograful Jean-Guy Lecat. 

#### Expoziții și platforma de arte vizuale
Ca și în cazul secțiunii de film și film documentar, unii artiști din domeniul artelor spectacolului (precum Roswitha Hecke, Tadeusz Kantor, Jerzy Grotowski, Doina Levintza, Dragoș Buhagiar, Lia Manțoc, Silviu Purcărete, Radu Afrim, Kazuyoshi Kushida, Nic Ularu) sunt prezentați și prin expoziții de fotografie, elemente din decoruri etc. La acestea se adaugă expoziții ale unor artiști plastici locali, naționali și internaționali, precum Roswitha Hecke, Elke Traue, Mihai Tymoshenko, Neculai Păduraru, Krzysztof Dydo, Lina Herschel, Lucien Samaha, Marcel Chirnoagă, Ștefan Câlția, Ulyana Tymoshenko, Asghar Khatibzadeh, H.R. Giger. 

În 2013, FITS și Teatrul Național „Radu Stanca” i-au propus artistului Dan Perjovschi să creeze și să coordoneze un Ziar Vertical pe zidul de lângă Teatrul Național, aflat acum la ediția a VI-a. Cu ocazia aniversării de 25 de ani a festivalului și a celebrării Centenarului României moderne, Dan Perjovschi, Teatrul Național „Radu Stanca” și FITS au continuat colaborarea printr-o instalație artistică cu magneți.

#### Târg de carte
Începând cu ediția din 2012, FITS în colaborare cu Camera de Comerț, Industrie și Agricultură Sibiu, găzduiește la Sibiu un târg de carte, unde edituri importante din România prezintă la fiecare ediție peste 4.000 de cărți. 

## Structuri asociate

### Aleea Celebrităților
În 2013, conducerea FITS și a Teatrului Național „Radu Stanca” propune Primăriei și Consiliului Municipal Sibiu crearea în Parcul Cetății a unei Alei a Celebrităților, o alee care se situează între cel mai vechi teatru din România (Sala Thalia din Sibiu) și Teatrul Național „Radu Stanca” din Sibiu. Primele personalități care au primit o stea, în timpul celei de-a XX-a ediții (7-16 iunie 2013), au fost Ariane Mnouchkine, Declan Donnellan, Eugenio Barba, Silviu Purcărete, George Banu, Kanzaburo Nakamura XVIII. Au urmat în edițiile din 2014, 2015, 2016, 2017, 2018 și 2019: Lev Dodin, Peter Brook, Peter Stein, Krystian Lupa, Gigi Căciuleanu, Radu Stanca, Martin Hochmeister, Eimuntas Nekrošius, Joël Pommerat, Kazuyoshi Kushida, Klaus Maria Brandauer, Neil LaBute, Tim Robbins, Alvis Hermanis, Christoph Marthaler, Evegeny Mironov, Luk Perceval, Victor Rebengiuc, Thomas Ostermeier, Philippe Genty, Rimas Tuminas, Ohad Naharin, Vasile Șirli, Marcel Iureș, Robert Wilson, Peter Sellars, Hideki Noda, Wajdi Mouawad, Ioan Holender, Mikhail Baryshnikov, Isabelle Huppert, Emmanuel Demarcy-Mota, Maia Morgenstern, Michael Thalheimer, Pippo Delbono, Sidi Larbi Cherkaoui și Stan Lai. Evenimentul are loc în Parcul Cetății, în penultima zi a festivalului, ceremonia de pe Alee continuând cu Gala Celebrităților, în cadrul căreia se decernează replicile stelelor de pe Alee, oferindu-se și premii speciale, printre care Premiul Virgil Flonda pentru contribuția excepțională în arta interpretării și Premiul Iulian Vișa, pentru artiști ai tinerei generații.

### Bursa de Spectacole
Bursa de Spectacole este o structură asociată FITS, care își propune să acorde șanse tuturor artiștilor, operatorilor culturali, instituțiilor de spectacole sau rețelelor culturale să întâlnească producători importanți din lume.

De la prima ediție organizată în 1997, Bursa de Spectacole de la Sibiu s-a dezvoltat și a devenit o rețea culturală care face legătura dintre festivaluri și artiști, companii independente sau instituții de stat, din domeniul artelor spectacolului. Anual, peste 300 de participanți din întreaga lume, de la diverse organizații culturale (agenții de impresariat artistic, ONG-uri, instituții de stat, companii independente etc.), se întâlnesc la Sibiu pentru a stabili conexiuni în vederea realizării unor posibile parteneriate viitoare.

Prin intermediul evenimentelor special create sunt dezbătute subiecte actuale din sectoarele culturale și industriile creative, prezentându-se constant oportunități de colaborare. Atelierele pun accentul pe împărtășirea experiențelor și învățarea continuă. Alături de noile evenimente specifice fiecărei ediții și adaptate realităților culturale naționale și internaționale, se regăsesc în program conferințele, atelierele și întâlnirile de succes din edițiile precedente, precum și seminarul dedicat managementului de festivaluri.

### Programul de voluntariat
Programul de Voluntariat dezvoltat în cadrul FITS este poate cel mai mare program educațional bazat pe selecție, voluntariat și training în domeniul artelor spectacolului și al managementului cultural. În fiecare an, aproximativ 500 de voluntari din toate colțurile lumii, antrenați și grupați în funcție de preferințele personale și profesionale, participă la organizarea și desfășurarea FITS. Pe lângă selecția de voluntari locali și naționali, Programul de Voluntariat include în fiecare an și voluntari internaționali. Acest demers internațional a început în 2005, creându-se o comunitate de peste 200 de voluntari din țări precum: Bulgaria, Canada, Coreea de Sud, Iran, Japonia, Franța, Georgia, Germania, Indonezia, Mexic, Rusia, Singapore, Turcia și Ungaria. FITS colaborează cu o serie de parteneri pentru recrutarea acestora, precum Capitale Europene ale Culturii sau Eu-Japan Fest. Prin intermediul celei din urmă, pe durata celor 10 ani de parteneriat, peste 130 de tineri japonezi au venit la Sibiu și au contribuit la organizarea festivalului.

### Therme Forum – Teatru și arhitectură
Începând cu ediția aniversară de 25 de ani (8-17 iunie 2018), organizatorii FITS au considerat utilă propunerea unei noi secțiuni dedicate unui forum în ceea ce privește nevoile comunității și ale mediului arhitectural și urban în relația cu noile cerințe ale lumii artelor spectacolului. Timp de trei zile, reprezentanți ai unor instituții internaționale importante de artele spectacolului (Joe Melillo – Brooklyn Academy of Arts, Andrzej Kosendiak – National Forum of Music, Annette Mees – Royal Opera House Covent Garden, Constantin Chiriac – FITS), precum și arhitecți de renume mondial (Nils Fischer – Zaha Hadid Architects, Andrew Bromberg – Aedas International, Maximilian și Daniel Zielinski – Foster & Partners, Jean-Guy Lecat – Studio JG Lecat, Kengo Kuma – Kuma and Associates, Louis Becker – Henning Larsen, Erci Bunge – nArchitects, Jason Flanagan – Flanagan Lawrence I Architects), au discutat despre experiența teatrală a viitorului prin prisma arhitecturii, a programării, a tehnologiei și a evoluției comunităților. Totodată, temele principale abordate au avut rolul de a disemina rolul arhitecturii emblematice, a identității de brand în relație cu comunitatea, a viitorului care influențează flexibilitatea, permeabilitatea și relația cu comunitatea și rolul mediului construit în modelarea experienței vizitatorilor.

### Platforma internațională de prezentare a doctoratelor excepționale în artele spectacolului și management cultural
Înainte de începerea anului universitar 2015-2016, an în care ia naștere în cadrul Universității „Lucian Blaga” Școala doctorală în artele spectacolului și management cultural, FITS organizează în timpul celei de-a XXII-a ediții (12-21 iunie 2015), împreună cu Departamentul de Artă Teatrală din cadrul Universității „Lucian Blaga”, prima Platformă Internațională de prezentare a doctoratelor din România. Odată cu ediția FITS 2017, platforma se desfășoară cu două zile înainte de începerea fiecărei ediții a festivalului, fiind organizată de Festivalul Universităților de Teatru și Management Cultural. Scopul principal al acestei platforme este să promoveze prin intermediul festivalului și prin prezentarea doctoratelor excepționale în artele spectacolului o colaborare inter-instituțională cu cele 19 universități partenere din Europa, Asia, Statele Unite ale Americii (Universitatea Sorbonne Nouvelle Paris 3 din Franța, Brown University, Suffolk Community Collage și Pace University din Statele Unite ale Americii, Japan Women’s University, Nagoya City University, Nihon University și Waseda University din Japonia, Beckett University și York St. John University din Marea Britanie, Folkwang Universität der Künste din Germania, École Nationale de Théâtre du Canada și Université de Moncton din Canada, The Central Academy of Drama, Hong Kong Institute of Education, Beijing Dance Academy și Shanghai Theatre Academy din China, Moscow State University of Culture and Arts din Rusia și Academia de Muzică, Teatru și Arte Plastice din Chișinău - Moldova).

### Festivalul Universităților de Teatru și Management Cultural
Secțiunea Întâlnirea școlilor și academiilor de teatru care, odată cu ediția din 2017, a devenit Festivalul Universităților de Teatru și Management Cultural, a luat naștere, împreună cu secțiunea de spectacole-lectură, începând cu ediția din 1996. De-a lungul timpului, au participat importante universități și școli de teatru din România și străinătate, precum: Universitatea „Lucian Blaga” din Sibiu, Pace University in New York, Freiburger Schauspielschule, The Central Academy of Drama in Beijing, The Academy of Arts, Leeds Beckett University, Universitatea Babeș-Bolyai, The Academy of Arts in Osijek, The Aleksander Zelwerowicz National Academy of Dramatic Art in Warsaw, Janáček Academy of Music and Performing Arts, Universitatea Națională de Artă Teatrală și Cinematografică „Ion Luca Caragiale” din București, Universitatea de Arte din Târgu Mureș.

Așa cum Bursa de Spectacole de la Sibiu a devenit o structură asociată FITS, datorită nevoilor racordate la artele spectacolului contemporan, așa și evenimentele propuse în secțiunea dedicată studenților și elevilor au avut nevoie să fie organizate în cadrul unei structuri independente care să se asocieze cu festivalul. Scopul este ca după 25 de ani, timp în care cele peste 150 de spectacole studențești prezentate au fost organizate de FITS, responsabilii acestei secțiuni, împreună cu conducerea și personalul didactic al Universității „Lucian Blaga” din Sibiu să creeze o identitate proprie, prezentând spectacole studențești și organizând ateliere, conferințe și platforma internațională de prezentare a doctoratelor excepționale în artele spectacolului și management cultural, dedicate studenților și cadrelor didactice. 

Acest Festival al Universităților de Teatru și Management Cultural a permis universităților din România și din lume, care au în structura lor facultăți sau departamente de artele spectacolului (teatru, dans, coregrafie, regie etc.) și de teatrologie și management cultural, să trimită an de an la Sibiu zeci de studenți care să reprezinte universitatea lor prin spectacole, dar mai ales să aibă posibilitatea unei formări prin participare la: vizionări gratuite de spectacole de calitate invitate de pe cele șase continente (Europa, Asia, America de Nord, America de Sud, Africa, Australia), voluntariat, ateliere, conferințe și seminarii.

## Popularitate
Conform cifrelor ediției din 2019, FITS a adunat aproximativ 3.300 de artiști din 73 de țări, care au prezentat peste 500 evenimente, desfășurate în 75 spații de joc (spații convenționale, săli de spectacole, săli ale facultăților, dar și în spații non-convenționale, cum ar fi biserici, librării, cetăți fortificate, foste fabrici, licee, cafenele, pub-uri, străzi pietonale, piețe, parcuri, parcări și hoteluri), cu un public de peste 68.000 de spectatori pe zi.

## Ediția 2020
Din cauza restricțiilor impuse de contextul pandemiei COVID, FITS a trebuit să-și regândească total formatul, pentru a evita alegerea făcută de alte mari festivaluri de profil care au fost nevoite să-și suspende edițiile 2020. Profitând de emergența mediului virtual care, în ultima perioadă, a contribuit la diseminarea produselor din sfera artelor spectacolului, conducerea FITS a hotărât ca ediția din acest an, patronată de sloganul „Puterea de a crede / Empowered”, să fie exclusiv online. Astfel, în perioada 12-21 iunie 2020, programul FITS a oferit gratuit publicului din întreaga lume, în format digital, spectacole și conferințe, semnate de creatori importanți. Printre highlight-urile ediției s-au numărat: Frați și surori, regia Lev Dodin, După bătălie, regia Pippo Delbono, Bal mascat, regia Rimas Tuminas, Trei surori, regia Peter Stein, Măsură pentru măsură, regia Declan Donnellan, Mesia, regia Robert Wilson, Körper, coregrafia Sasha Waltz, Singur în Berlin, regia Luk Perceval, Richard al III-lea, regia Silviu Purcărete, White Noise, coregrafia Noa Wertheim, Caractere, regia Hideki Noda, Domnișoara Iulia, regia Thomas Ostermeier, Dunas, coregrafia Maria Pagés și Sidi Larbi Cherkaoui.

## Vezi și
1. ↑  24th Edition of the Sibiu International Theatre Festival: Spectacular and Memorable, europeanstages.org, 28 octombrie 2017
2. ↑  FITS, www.sibfest.ro
3. ↑  "Arta de a dărui", tema Festivalului Internațional de Teatru de la Sibiu, coorganizat de ICR, www.icr.ro